# Xestia leptophysa
Xestia leptophysa är en fjärilsart som beskrevs av Charles Boursin 1963. Xestia leptophysa ingår i släktet Xestia och familjen nattflyn. Inga underarter finns listade i Catalogue of Life.